# Audata

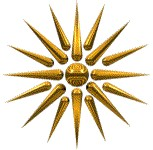
Sol de Vergina

Audata (Griego antiguo Αυδάτη), fue una princesa iliria, y luego reina de Macedonia (c. 359 a. C.-336 a. C.), tras casarse con Filipo II. Era hija o sobrina de Bardilis I, rey de Iliria. Con el fin de concentrarse en la lucha interna necesaria para conservar la corona, Filipo confirmó el tratado que los dárdanos habían impuesto a Macedonia por la fuerza de las armas, y selló la alianza con Bardilis, gracias a este matrimonio. Esta acción descartaba, indudablemente, el peligro de una invasión dárdana a Macedonia, en un tiempo en que el país era más vulnerable. Como resultado, Filipo consolidó inmediatamente su poder, al punto que pudo derrotar a Bardilis en 358 a. C.
Audata fue la primera o la segunda esposa de Filipo, y tomó el nombre de Eurídice, el nombre de la madre iliria de su esposo (Eurídice I de Macedonia), tras la boda. Este cambio de nombre se debió, probablemente a razones dinásticas, porque fue nombrada en seguida esposa oficial de Filipo. Llamarla Eurídice puede haber sido un error de Flavio Arriano y de Focio, pero también puede significar que Filipo eligió el cambio de nombre ilirio por otro griego, por piedad filial, o simplemente, indicar que había cambiado su estatus social.  Poco después, Olimpia se convirtió en la principal esposa de Filipo.
Audata no sólo mantuvo su identidad iliria en el contexto macedonio, sino que la transmitió a su hija y a su nieta. Las mujeres ilirias conducían ejércitos en la batalla, una habilidad que Audata fomentó en su única hija, Cinane. También la enseñó a cabalgar, cazar y a pelear. Cinane también entrenó a su hija, Eurídice II según su propia educación, en ejercicios marciales. Su nieta, también se llamó Eurídice. Audata, probablemente estaba viva todavía en tiempos del matrimonio de su hija con Amintas IV.